# Lower City Mills

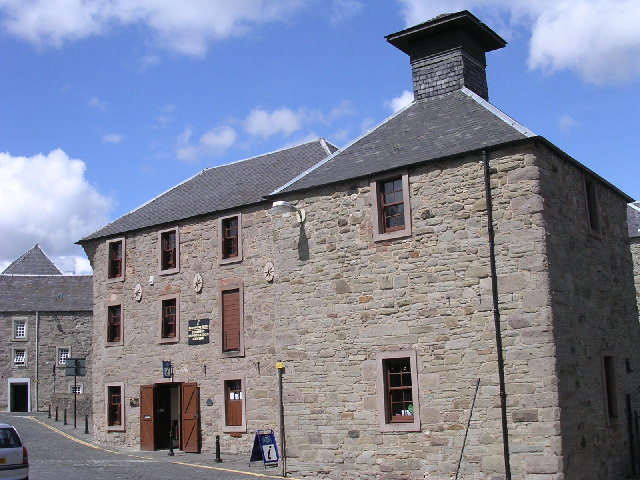
Lower City Mills

Die Lower City Mills sind eine ehemalige Wassermühle in der schottischen Stadt Perth in der Council Area Perth and Kinross. 1965 wurde das Bauwerk in die schottischen Denkmallisten in der höchsten Denkmalkategorie A aufgenommen. Des Weiteren ist es Teil eines umfassenderen Denkmalensembles, zu dem unter anderem auch die Upper City Mills gehören.

## Geschichte
Nahe den Upper City Mills ist bereits auf einer Landkarte aus dem Jahre 1783 eine Mühle am Standort verzeichnet. Nach einem Brand 1803 entstanden im selben Jahr die heutige Lower City Mills. Möglicherweise wurden Fragmente der älteren Mühle in das neue Bauwerk integriert. Erweiterungen dauerten vermutlich noch fünf Jahre an. Während in den Upper City Mills Mehl produziert wurde, dienten die Lower City Mills der Herstellung von Haferflocken. Des Weiteren besaß sie einen Kornspeicher und eine Darre. 1953 endete die Haferflockenproduktion in der Mühle. Heute beherbergen die Gebäude ein Büro der Touristeninformation. 2012 wurden die Lower City Mills in das Register gefährdeter denkmalgeschützter Bauwerke in Schottland aufgenommen. Ihr Zustand wird jedoch als gut bei geringer Gefährdung eingestuft.

## Beschreibung
Die ehemalige Mühle steht an der West Mill Street westlich des historischen Stadtzentrums von Perth. Das Mauerwerk der dreistöckigen Gebäude besteht aus Bruchstein. Die Darre verfügt über ein Pyramidendach mit Ventilation, während das Hauptgebäude mit drei Walmdächern abschließt. Sämtliche Dächer sind mit grauem Schiefer eingedeckt. Das unterschlächtige Wasserrad im Mühlkanal, den auch die Upper City Mills nutzten, ist von ungewöhnlicher Abmessung. Es durchmisst 4,3 Meter bei einer Breite von 3,7 Metern. Es diente dem Antrieb von drei Mühlsteinpaaren.